# Typ 054B
Der Typ 054B (nach NATO-Codename als Jiangkai-III-Klasse bezeichnet)  ist eine Klasse von  Mehrzweckfregatten der Marine der Volksrepublik China, deren erste Einheit 2023 Stapellauf hatte. Sie ergänzen die Fregatten des Typ 054A (Jiangkai-II-Klasse). Trotz der Bezeichnung 054B ist das Schiff praktisch eine Neukonstruktion.

## Geschichte
Verschiedenen Medienberichten zufolge laufen die Konstruktionsarbeiten für den Typ 054B (manchmal auch als Typ 057 bezeichnet) seit etwa 2009, wobei gegenüber dem Vorgänger vor allem Wert auf eine verbesserte Elektronik und CIC-Fähigkeit gelegt wird und möglicherweise auch Raketen mit größerer Reichweite geplant sind.

## Einheiten
| Kennung | Name  | Bauwerft | Stapellauf       | Indienststellung | Bemerkungen (Flotte) |
| ------- | ----- | -------- | ---------------- | ---------------- | -------------------- |
| 545     | Luohe | Hudong   | 26. August 2023  | 22. Januar 2025  | aktiv (Nordflotte)   |
| 555     |       | Huangpu  | 29. Oktober 2023 |                  |                      |

## Technische Beschreibung

### Bewaffnung
Die Hauptbewaffnung besteht aus einem 32-Zellen-VLS für die Boden-Luft-Rakete HHQ-16 mit mittlerer Reichweite und ASW-Abstandsraketen. Überwasserziele werden mit der Unterschall-Anti-Schiffsrakete YJ-83 oder der 100-mm-H/PJ87-Hauptkanone bekämpft. U-Boote werden mit ASW-Raketenwerfern vom Typ 87, leichten Yu-8-Torpedos bekämpft.

### Bordhubschrauber
Ebenso wie bei den Einheiten der Vorgängerklasse dient ein Bordhubschrauber der Bekämpfung von U-Booten und für Verbindungsaufgaben. Bis Anfang 2025 wurden hierfür wahrscheinlich Hubschrauber der Typen Harbin Z-9C und auch Kamow Ka-27 verwendet, seitdem Maschinen des Modells Harbin Z-20F.